# Irpuma
Irpuma ist eine Ortschaft im Departamento La Paz im südamerikanischen Andenstaat Bolivien.

## Lage
Irpuma ist der zentrale Ort des Cantóns Irpuma Irpa Grande im Municipio Viacha in der Provinz Ingavi. Die Ortschaft liegt auf einer Höhe von 3901 m auf dem bolivianischen Altiplano, 70 Kilometer südöstlich des Titicacasees.

## Geographie
Irpuma liegt auf der bolivianischen Hochebene zwischen den Anden-Gebirgsketten der Cordillera Occidental im Westen und der Cordillera Central im Osten. Das Klima der Region ist ein typisches Tageszeitenklima, bei dem die Durchschnittstemperaturen im Tagesverlauf stärker schwanken als im Jahresverlauf.
Die mittlere Jahrestemperatur der Region Viacha liegt bei knapp 9 °C, der Jahresniederschlag beträgt etwa 600 mm (siehe Klimadiagramm Viacha). Die Monatsdurchschnittstemperaturen schwanken nur unwesentlich zwischen 6 °C im Juli und 10 °C von November bis Februar. Die Monate Mai bis August sind arid mit Monatsniederschlägen von weniger als 15 mm, in den Südsommer-Monaten Januar und Februar werden Monatsniederschläge von mehr als 100 mm gemessen.

## Verkehrsnetz
Irpuma liegt in einer Entfernung von 60 Straßenkilometern südwestlich von La Paz, der Hauptstadt des gleichnamigen Departamentos.
Von La Paz führt die Nationalstraße Ruta 19 in südwestlicher Richtung 35 Kilometer bis Viacha und von dort weiter bis Charaña an der peruanischen Grenze. Knapp zwei Kilometer südwestlich der „Plaza Mariscal José Ballivián“ im Zentrum von Viacha zweigt von der Ruta 19 eine Landstraße in südlicher Richtung ab und erreicht über Chacoma Irpa Grande nach weiteren 23 Kilometern Irpuma.

## Bevölkerung
Die Einwohnerzahl der Ortschaft ist in dem Jahrzehnt zwischen den beiden letzten Volkszählungen geringfügig zurückgegangen:
| Jahr | Einwohner         | Quelle       |
| ---- | ----------------- | ------------ |
| 1992 | keine Detaildaten | Volkszählung |
| 2001 | 473               | Volkszählung |
| 2012 | 457               | Volkszählung |
| 2024 |                   | Volkszählung |